# Callisthenia ruficollis
Callisthenia ruficollis är en fjärilsart som beskrevs av Christian Gibeaux 1983. Callisthenia ruficollis ingår i släktet Callisthenia och familjen björnspinnare. Inga underarter finns listade i Catalogue of Life.